# Mithridates von Pergamon
Mithridates von Pergamon (altgriechisch Μιθριδάτης Mithridátēs; † 46 v. Chr.) war ein Adliger aus der kleinasiatischen Stadt Pergamon und kurzzeitig König des Bosporanischen Reiches.

## Leben
Mithridates von Pergamon war der Sohn des Pergameners Menodotos und der aus einem galatischen Adelsgeschlecht stammenden Adobogiona. Angeblich war seine Mutter eine Konkubine des bedeutenden pontischen Königs Mithridates VI., als dessen illegitimer Sohn er durch seinen Namen gelten sollte. Er wuchs auch am Hof dieses römerfeindlichen Königs auf. In Rom trat Mithridates von Pergamon 59 v. Chr. als Zeuge gegen Lucius Valerius Flaccus auf. Er hatte Priesterämter in Pergamon inne und konnte für diese Stadt von Gaius Iulius Caesar die Gewährung von Privilegien erlangen.
Im Herbst 48 v. Chr. folgte Mithridates dem Caesar nach Ägypten. Als der Alexandrinische Krieg begann und Caesar von der ägyptischen Armee in Alexandria belagert wurde, erhielt Mithridates vom römischen Feldherrn, der ihn für tapfer und kriegstüchtig hielt, den Auftrag, in Syrien und Kleinasien ein Entsatzheer zu werben. Der Pergamener konnte eine bedeutende Armee rekrutieren, zu der auch 3.000 Juden unter dem Kommando des Antipatros, dem Vater Herodes’ des Großen, gehörten. Durch den Einfluss des Antipatros stellten auch viele weitere Herrscher in Syrien Hilfskontingente für Caesar zur Verfügung, so z. B. der Nabatäer-König Malchos. Im Dezember 48 v. Chr. (nach dem julianischen Kalender) rückte Mithridates entlang der Küste in Begleitung einer Flotte gegen den ägyptischen Grenzposten Pelusion vor, zog seine Schiffe über den Strand in den alten Kanal, brach die ägyptische Flusssperre am Nil und konnte daraufhin die Stadt in einer kombinierten Land- und Seeoperation erobern. Von Pelusion aus gelangte er über Leontopolis, dessen jüdische Bevölkerung er mit Hilfe des Antipatros gewann, nach Memphis, das freiwillig zu ihm übertrat. Beim weiteren Vormarsch schlug er, von Antipatros unterstützt, eine ptolemäische Armee bei einem Ort namens Iudaion Stratopedon („Judenlager“), dessen Lage unbekannt ist. Das nunmehrige Anrücken der Entsatzarmee auf Alexandria erfuhren Caesar und der ägyptische König Ptolemaios XIII. etwa gleichzeitig. Letzterer wollte die Vereinigung seiner Feinde verhindern und zog deshalb Mithridates entgegen. Doch Caesar gelang nach einer Täuschung der Ägypter und der Umgehung des Mareotis-Sees, seine Truppen mit jenen des Pergameners zu vereinigen. Am 14. Januar 47 v. Chr. (julianisch) wurde in der entscheidenden Schlacht in der Nähe des Nils die ägyptische Armee endgültig vernichtet, wobei Ptolemaios XIII. im Nil ertrank. Daraufhin musste Alexandria kapitulieren.
Nach dem Sieg über Pharnakes II. in der Schlacht bei Zela am 21. Mai 47 v. Chr. (julianisch) machte Caesar den Mithridates wegen seiner Verdienste und Loyalität zum König des Bosporanischen Reiches sowie zum Tetrarchen der Trokmer als dem nächsten Verwandten des letzten Tetrarchen. Da aber nach dem Abmarsch des Pharnakes sein Statthalter Asandros eine Rebellion im Bosporos angezettelt und den nach seiner Niederlage gegen Caesar flüchtigen König getötet hatte, sollte nun Mithridates gegen den Usurpator vorgehen und dann neuer Herrscher werden. Allerdings erlitt der Pergamener eine Schlappe gegen Asandros und verlor wahrscheinlich sein Leben. Zeitlich nicht einordenbar ist der von Strabon berichtete Versuch des Mithridates, Kolchis zu unterwerfen, doch erfolgte dies wahrscheinlich kurz vor seinem Zug nach der Krim.